# Renzo Sabatini

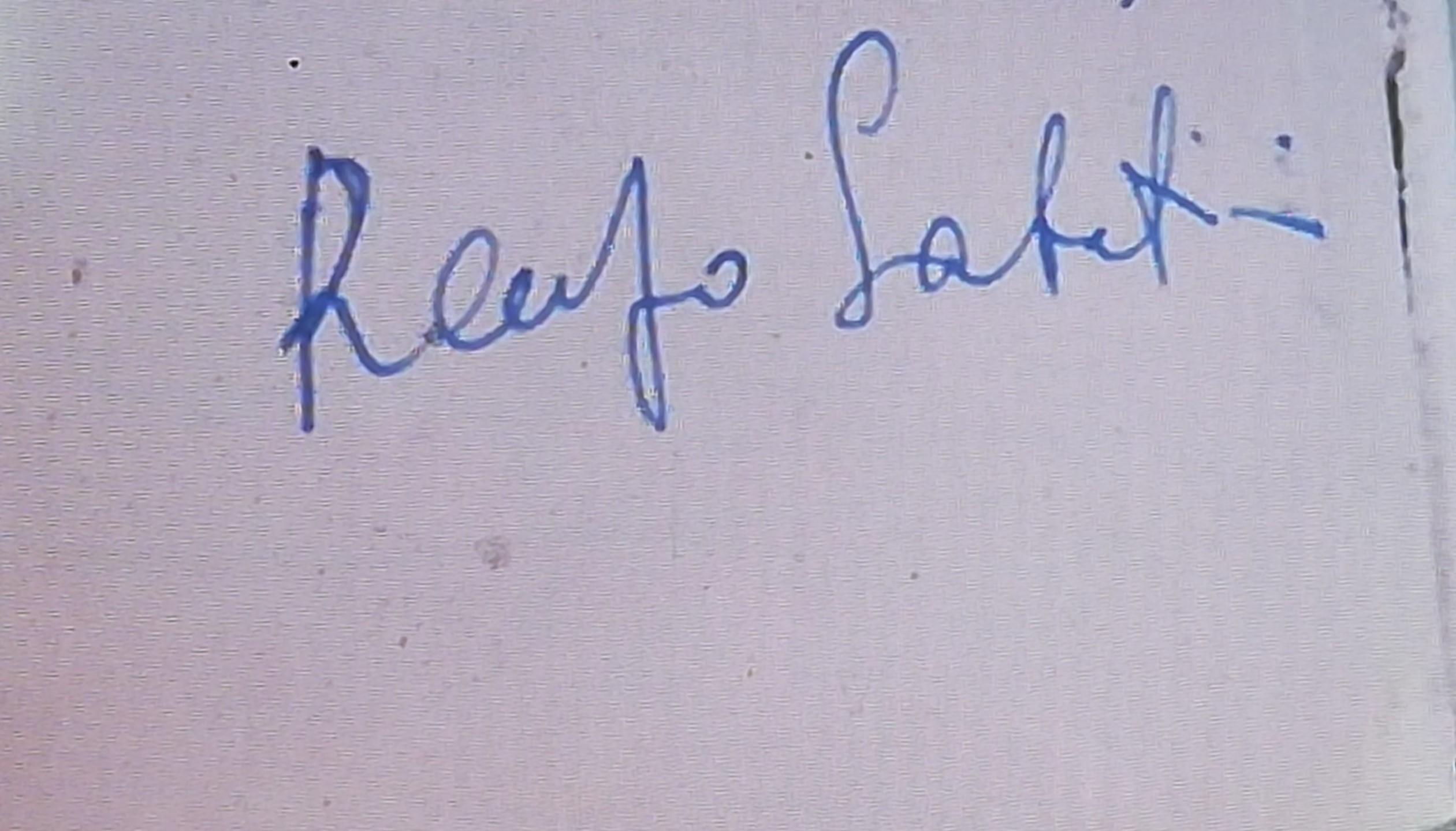
Renzo Sabatini, autografo

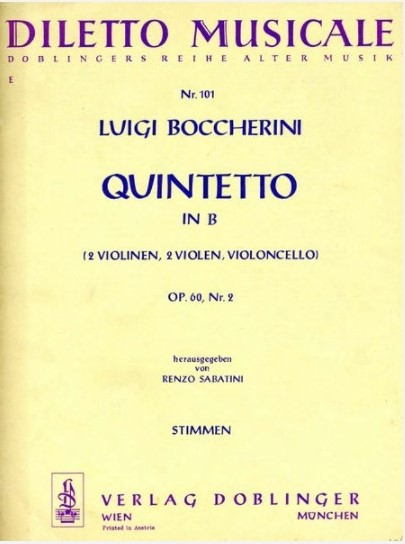
Luigi Boccherini Quintetto, spartito revisione Renzo Sabatini

Renzo Sabatini (Cagliari, 29 aprile 1905 – Roma, 4 luglio 1973) è stato un violista italiano.

## Biografia
Renzo Sabatini fu violinista e famoso concertista di viola e viola d’amore. Fu allievo di Remy Prìncipe per il violino  e di Giulio Pasquali per la viola al Conservatorio Santa Cecilia di Roma. Fu professore all’Istituto Musicale G. Pacini di Lucca (1934-38), al Conservatorio Musicale San Pietro a Majella di Napoli (1938-41) e al Conservatorio Santa Cecilia di Roma (1949-70). Nel 1937 pubblicò L’Arte di studiare I 24 Capricci di Paganini per violino. 
Renzo Sabatini diede la prima esecuzione italiana del Concerto per viola (1928-29) di William Walton al Teatro Adriano di Roma.
Egli fece parte di diversi gruppi strumentali: 
- Il Trio Artis di Roma con Ada Ruata Sassoli, arpa; Arrigo Tassinari, flauto; Renzo Sabatini, viola e viola d’amore.[3]
- Il Quintetto strumentale di Roma con Arrigo Tassinari, flauto; Pina Carmirelli, violino; Renzo Sabatini, viola e viola d’amore; Arturo Bonucci, violoncello; Albert Suriani, arpa;[3], fondato a Roma nel 1947.
- Il Collegium Musicum Italicum, fondato nel 1947 da Renato Fasano e diventato nel 1950 I Virtuosi di Roma.

Nel 1949 Sabatini fu membro fondatore del Quintetto Boccherini; prima formazione: Pina Carmirelli e Dino Asciolla, violini; Renzo Sabatini, viola; Arturo Bonucci sr. e Nerio Brunelli, violoncelli; tra i componenti si sono poi succeduti: Arrigo Pelliccia e Guido Mozzato al violino, Luigi Sagrati alla viola. All’attività concertistica Sabatini affiancò quella di compositore di lavori da camera, scrisse opere didattiche per violino e per viola, e curò revisioni di edizioni di musica antica di opere di Boccherini, Salieri, Pergolesi, Locatelli, Vivaldi, Attilio Ariosti, William Flackton.
In ambito discografico Sabatini registrò musiche di Vivaldi per le etichette Everest e Decca. Ebbe come allievo privato Luigi Alberto Bianchi. La figlia e la nipote hanno donato l’archivio di Renzo Sabatini al DMI (Dizionario della Musica in Italia di Latina).

## Composizioni
- Scherzo fantastico per orchestra; Poema per viola e orchestra; Salmo XVIII; Sonata per viola sola
- Concerto per viola (solista), 11 strumenti e percussioni, s.d., manoscritto; (collocazione: Biblioteca e Archivio musicale dell'Accademia nazionale di S. Cecilia - Roma)
- Cadenza per il 1º tempo del Concerto in re magg. di Franz Anton Hoffmeister

## Scritti-Revisioni-Metodi
- Esercizi preparatori alle corde doppie per viola, Milano, Ricordi, 1936
- L’Arte di studiare I 24 capricci di Paganini per violino (studio analitico, esercizi graduali e progressivi per vincere le difficoltà della mano sinistra e dell’arco), con la dedica “Al mio insigne Maestro Remy Principe”, Milano, Ricordi, 1937; Il manoscritto è conservato presso l’archivio storico Ricordi di Milano
- Metodo pratico per viola complementare, ad uso dei violinisti e degli allievi di violino del corso medio, Milano, Carisch, 1937
- Commento tecnico-estetico sulle fughe di G.S. Bach per violino solo (Consigli per lo studio e l'interpretazione), prefazione di Alberto Curci, Milano, Ricordi, 1941-XIX
- Renzo Sabatini (ed.), Attilio Malachia Ariosti, Collection of lessons for the viol d'amore: sei sonate per viola d'amore o violino o viola : per viola, s.l., Edizioni de Santis, 1957